# Aspidelaps
Aspidelaps är ett släkte av ormar som ingår i familjen giftsnokar.
Arterna är små till medelstora med en längd upp till 80 cm. De lever i södra Afrika i torra områden med sandig mark. Släktets medlemmar jagar groddjur, ödlor, andra ormar och mindre däggdjur. Honor lägger ägg. Det giftiga bettet kan i sällsynta fall medföra människans död och det finns inget känt motgift.
Arter enligt Catalogue of Life:
- Aspidelaps lubricus
- Aspidelaps scutatus

## Bildgalleri

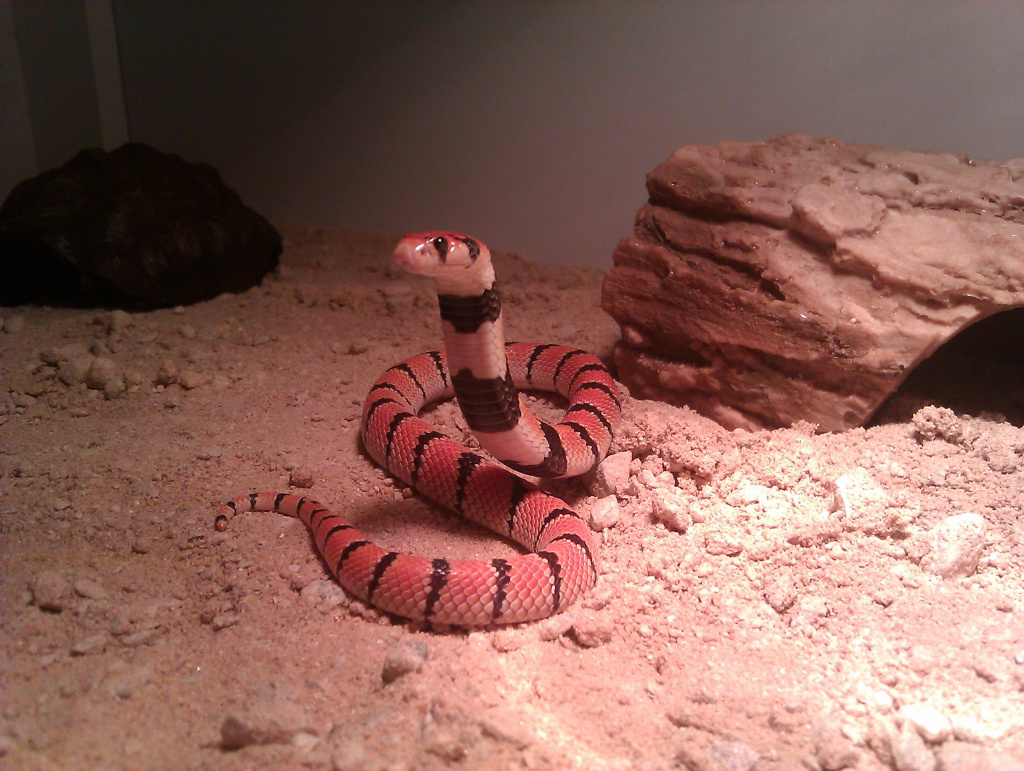